# Gare de Sils
La gare de Sils (en catalan : estació de Sils) est une gare ferroviaire espagnole qui appartient à ADIF située dans la commune de Sils, dans la comarque de la Selva. La gare se trouve sur la ligne Barcelone - Gérone - Portbou et des trains de la ligne R11 des services régionaux de Rodalies de Catalogne, opérés par Renfe s'y arrêtent.

## Situation ferroviaire
Établie à 75,3 mètres d'altitude, la gare est située au point kilométrique (PK) 7,5 de la ligne de chemin de fer Barcelone - Gérone - Portbou. La section est à double voie et électrifiée.

## Histoire
Au milieu du XIXe siècle, la ligne de chemin de fer Barcelone - Gérone - Portbou a commencé à être construite en 1860, la première gare de Sils a été construite. Elle dessert une bonne partie de la région et est considérée comme une troisième classe. Cette gare de la ligne de Gérone est entrée en service le 3 mars 1862, lorsque le tronçon construit par les Caminos de Hierro de Barcelona a Gerona (qui deviendra TBF) entre Maçanet-Massanes et Gérone est entré en service,.
Dès les premiers instants, la gare devint le centre névralgique de la ville, car il y avait une activité commerciale intense et des mouvements de passagers qui conduisirent à la création d’une ligne de transport régulière pour les villes proches, telles que Santa Coloma, à Sils. En 1929, elle fut démolie et un autre fut construit à quelques mètres de la première, tandis que la voie a été doublée.
En 2016, 197 000 passagers ont transité dans la gare de Sils.

## Patrimoine ferroviaire
Le bâtiment actuel suit le modèle habituel des gares de cette ligne. Il s’agit d’un bâtiment de trois étages, le bâtiment central est le plus grand et il est à trois étages. Sur le côté droit, le corps du premier étage s'étend. Les ouvertures sont en arc réduit, à l'exception de celles de l'étage supérieur qui sont rectangulaires et geminées. Le Parament (ca) est enduit et peint au premier étage, sur les angles et sur la corniche, et avec de la pierre nouée avec des rangées horizontales de brique. La partie en plâtre de la partie inférieure du mur dessine des lignes horizontales et comporte une prise de courant. Un garde-corps en métal gris traverse la terrasse sur le toit. Au centre de cette balustrade et sur la façade se trouve une structure avec une moulure et un relief décoratif au sommet. Sur le côté droit, il y a un petit bâtiment rectangulaire qui était l'ancien bâtiment de services. Le bâtiment a subi une restauration globale qui a considérablement changé son apparence d'origine. De l'autre côté de la route se trouve l'ancien bâtiment marchandise, actuellement en désuétude, en attente de restauration.